# Elisabeth Grossmann
Elisabeth Grossmann (ur. 25 listopada 1968 w Grazu) – austriacka polityk i prawniczka, posłanka do Rady Narodowej, członkini Rady Federalnej, deputowana do Parlamentu Europejskiego X kadencji.

## Życiorys
W 1998 uzyskała magisterium z prawa na Uniwersytecie w Grazu. Początkowo pracowała w różnych zawodach, m.in. jako asystentka pielęgniarska i pracownik biurowy. Odbyła staż zawodowy w wyższym sądzie krajowym w Grazu. Od końca lat 90. zawodowo związana z organizacją Frauenplattform, w 2000 objęła stanowisko jej dyrektorki w powiecie Voitsberg. W 2013 została wykładowczynią zarządzania publicznego oraz współpracy europejskiej i międzynarodowej w FH Campus Wien.
Zaangażowała się w działalność polityczną w ramach Socjaldemokratycznej Partii Austrii. Obejmowała funkcje rzeczniczki partii do spraw dzieci i młodzieży oraz wiceprzewodniczącej SPÖ w Styrii. W latach 2002–2009 sprawowała mandat posłanki do Rady Narodowej. Od 2005 była też radną gminy targowej Edelschrott. Od 2009 do 2013 wchodziła w skład rządu krajowego Styrii, w którym odpowiadała za sprawy edukacji, młodzieży, kobiet i rodziny. W tych samych latach była też członkinią Europejskiego Komitetu Regionów. W 2013 powróciła do niższej izby austriackiego parlamentu. W 2017 zasiadła w Radzie Federalnej, w 2020 pełniła funkcję jej wiceprzewodniczącej. W wyborach w 2024 uzyskała mandat deputowanej do PE X kadencji.